# Карълайн (окръг, Мериленд)
Окръг Карълайн (на английски: Caroline County) е окръг в щата Мериленд, Съединени американски щати. Площта му е 844 km², а населението – 33 293 души (1 април 2020). Административен център е град Дентън.